# Сату-Ноу (Солешть, Васлуй)
Сату-Ноу (рум. Satu Nou) — село у повіті Васлуй в Румунії. Входить до складу комуни Солешть.
Село розташоване на відстані 292 км на північний схід від Бухареста, 17 км на північ від Васлуя, 44 км на південь від Ясс.

## Населення
За даними перепису населення 2002 року у селі проживала 361 особа, усі — румуни. Усі жителі села рідною мовою назвали румунську.